# 哈利法克斯斷頭台

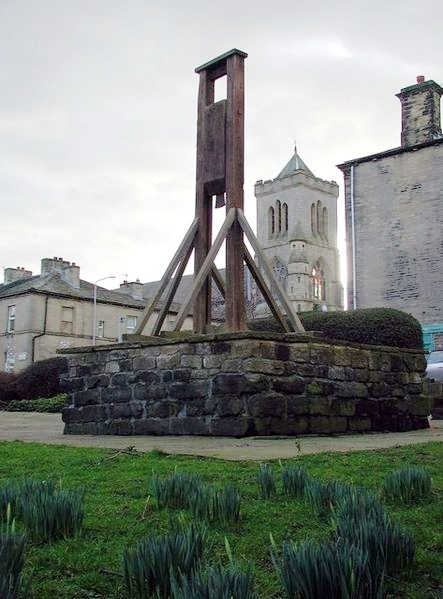
2008年，原址上的哈利法克斯绞刑架的复制品，背景为吉比特（Gibbet，绞刑架）街的圣玛丽教堂

哈利法克斯斷頭台（英语：Halifax Gibbet /ˈhælɪfæks ˈdʒɪbɪt/ ），是一个早期的断头台，位于英国西約克郡的哈利法克斯。它可能是在16世纪安装，作为一种替代用刀斩首的工具。哈利法克斯曾经是威克菲尔德庄园的一部分，在那里，古老的习俗和法律赋予庄园主以立即处决的权力，将任何偷盗13.5英镑或更多的窃贼斩首，承认偷了至少等价物品者亦然。在英国，斩首是一种相当普遍的处决方法，但哈利法克斯在两个方面是不寻常的：它使用了一种像断头台一样的机器，这在该国似乎是独一无二的，并且它被用以处决小偷，直到17世纪中叶。
该装置有一个斧头固定在一个重型木块的底部，在两个15英尺（4.6米）高的立柱之间的凹槽中，安装在一个约4英尺(1.2米)高的石头底座上。一根拴在滑轮上的绳子穿过滑轮，使它能被举起，然后将绳子固定在基座上的一根针上。随后，要么是在囚犯就位后撤回其针头，要么是割断绳子，使得携带斧头的木块被释放。
在1286年的第一次执行和1650年的最后一次执行期间，大约有100人被斩首。但由于绞刑架安装的日期不确定，不能准确地确定有多少是由哈利法克斯的绞刑架处决的。1650年，公众认为斩首是对小偷过分严厉的惩罚；英格兰联邦的护国公奥利弗·克伦威尔禁止使用绞刑架，并拆除了这种结构。
在1650年的最后一次处决之后，哈利法克斯绞刑架被拆除了，随后被忽视，直到在1840年重新发现绞刑架。 1974年8月在原石料基地上建造了一个全尺寸的复制品；它包括一个由原始铸件制成的刀片，截至2011年，在哈利法克斯郊区的Boothtown的Bankfield博物馆展出。附近的一个纪念牌列出了被处决者當中52人的姓名。